# Erica N. Walker
Pour les articles homonymes, voir Walker.
Erica N. Walker est une professeure de mathématiques et une pédagogue américaine qui fait partie du corps professoral du Teachers College de l'université Columbia où elle tient la chaire Clifford Brewster Upton d'enseignement des mathématiques, où elle est également présidente du département de mathématiques, sciences et technologie et directrice de l'Institut pour l'éducation urbaine et des minorités. La recherche de Walker se concentre sur les « facteurs sociaux et culturels ainsi que sur les politiques et pratiques éducatives qui facilitent le choix, l'apprentissage et la réussite en mathématiques, en particulier pour les étudiants défavorisés »,.

## Biographie

### Jeunesse et formation
Erica Walker est originaire d'Atlanta, en Géorgie, et a commencé à apprendre les mathématiques à l'âge de 4 ou 5 ans auprès d'un voisin professeur de mathématiques. Pendant ses études secondaires, Erica Walker a montré une aptitude pour les mathématiques. Encouragée par un enseignant à prendre des cours de mathématiques supérieures (Calcul AP-Advanced Placement Calculus)  pendant sa dernière année. Walker a trouvé que « l'enseignante de mathématiques était mauvaise et ennuyeuse ... alors nous, les étudiants, nous nous sommes tous enseignés les uns après les autres ». Elle a réalisé qu'elle aimait enseigner les mathématiques à ses amis. Cette expérience a conduit Walker à se spécialiser en mathématiques durant ses études en collège universitaire (premier cycle universitaire) et à commencer sa carrière dans l'enseignement des mathématiques dans le système de l'enseignement public.
Erica Walker a obtenu un Bachelor of Science (licence) avec la mention honorifique (cum laude) en mathématiques au Birmingham–Southern College (en). Elle a obtenu un  Master of Science in Education (en) (mastère) à l'université de Wake Forest. Une fois diplômée, Erica Walker a enseigné les mathématiques dans des établissements d'enseignement secondaire (High School) à Atlanta, en Géorgie. Son expérience d'enseignement et l'observation antérieure de quelques étudiants afro-américains dans des cours de mathématiques supérieures lors de ses études en collège universitaire l'ont conduit à se concentrer pour développer la motivation des étudiants afro-américains à prendre des cours de mathématiques supérieures et à les soutenir dans leurs cursus, ainsi qu’assister à des conférences de mathématiciens lauréats de prix d'enseignement,,.
Erica Walker a obtenu son doctorat en éducation qu'elle a soutenu à la Harvard Graduate School of Education (en) de l'Université Harvard en 2001. À Harvard, elle a poursuivi des études et ses recherches sur « l'expérience des étudiants de couleur dans les cours de mathématiques ». Sa dissertation, On Time and Off Track: Advanced Mathematics Course-Making Among High School Students, a étudié l'expérience des étudiants qui suivent des cours de mathématiques, analysé les raisons qui les poussent soit à continuer des études en mathématiques de niveau supérieur, soit qui abandonnent et pourquoi.

### Carrière
Elle est professeure titulaire du Teachers College depuis 2002. Ses principaux intérêts de recherche sont: l'équité raciale et entre les sexes dans l'enseignement des mathématiques, la persévérance des élèves dans les mathématiques supérieures et la politique éducative en mathématiques. Elle est l'auteure de deux livres et a contribué à un certain nombre de revues savantes.
En 2017, elle est devenue directrice de l'Institute for Urban and Minority Education du Teachers College.
Reconnue par l'Association for Women in Mathematics pour sa pratique et lui a attribué des bourses, Erica Walker collabore avec les enseignants, les écoles, les districts, les organisations et les médias pour promouvoir l'excellence et l'équité en mathématiques pour les jeunes.
Les travaux d'Erica Walker ont été publiés dans des revues telles que l'American Educational Research Journal (en), le Journal for Research in Mathematics Education (en) et The Urban Review.
La professeure Erica Walker siège également au sein de plusieurs comités de rédaction de revues scientifiques[Lesquelles ?].

## Prix et distinctions
Erica Walker a bénéficié d'un bourse pour suivre des études postdoctorales décernée par le Teachers College de 2001 à 2002.
En 2015, Erica Walker est choisie par  l'Association for Women in Mathematics et la Mathematical Association of America  pour faire part de ses contributions pour la Conférence Falconer , le thème de son intervention a pour titre « A Multiplicity All at Once: Mathematics for Everyone, Everywhere »,.

## Œuvres

### Essais
- (en-US) Building Mathematics Learning Communities: Improving Outcomes in Urban High Schools, Teachers College Press, 1er mai 2012, 176 p. (ISBN 9780807753286)[11],
- (en-US) Beyond Banneker: Black Mathematicians and the Paths to Excellence, State University of New York Press, 29 mai 2014, rééd. 2 janvier 2015, 185 p. (ISBN 9781438452166)[12],

### Articles
- (en-US) Sandra Ham & Erica Walker, « Getting to the Right Algebra: The Equity 2000 Initiative in Milwaukee Public Schools », MDRC Working Papers,‎ avril 1999, p. 74 pages (lire en ligne),
- (en-US) Erica N. Walker, « Urban High School Students' Academic Communities and Their Effects on Mathematics Success », American Educational Research Journal, Vol 43, N° 1,,‎ 1er mars 2006, p. 43-73 (30 pages) (lire en ligne),
- (en-US) Erica Walker, « Rethinking Professional Development for Elementary Mathematics Teachers », Teacher Education Quarterly, Vol. 34, No. 3,‎ été 2007, p. 113-134 (22 pages) (lire en ligne),
- (en-US) Erica N. Walker, « The Structure and Culture of Developing a Mathematics Tutoring Collaborative in an Urban High School », The High School Journal, Vol. 91, No. 1,‎ octobre-novembre 2007, p. 57-67 (11 pages) (lire en ligne),
- (en-US) Erica N. Walker, « Why Aren't More Minorities Taking Advanced Math? », Educationnal Leadership, Volume 65, N° 3,‎ novembre 2007, p. 48-53 (6 pages) (lire en ligne),
- (en-US) Erica Walker, « Supporting Giftedness: Historical and Contemporary Contexts for Mentoring Within Black Mathematicians' Academic Communities », Canadian journal of science, mathematics and technology education, volume:11 number:1,‎ janvier 2011, p. 19-28 (9 pages) (lire en ligne),
- (en-US) Viveka Borum & Erica Walker, « What Makes the Difference? Black Women's Undergraduate and Graduate Experiences in Mathematics », The Journal of Negro Education, Vol. 81, No. 4,‎ 2012, p. 366-378 (13 pages) (lire en ligne),
- (en-US) Evelyn Lamb & Erica Walker, « Black Mathematical Excellence: A Q&A with Erica Walker », sur Scientific American, 15 février 2016,